# Clube Atlético Sorocaba
El Clube Atlético Sorocaba, conegut com a Atlético Sorocaba, és un club esportiu brasiler de futbol, de la ciutat de Sorocaba, a l'estat de São Paulo. Els seus colors són el vermell i el groc. El Clube Atlético Sorocaba juga a l'estadi Walter Ribeiro, amb capacitat per a 13.722 espectadors.
El club va ser fundat l'any 1991 per l'empresari John Luiz, en un principi com a club de bàsquet. No fou fins al 1993 que, gràcies a la fusió entre Clube Atlético Barcelona i l'Estrada de Ferro Sorocabana FC, es fundés el club de futbol.
L'Atlético va competir a la sèrie C entre el 1995 i el 1998, i entre el 2002 i el 2005. El club va guanyar la Copa FPF el 2008 jugant a la final contra l'Esporte Clube XV de Novembro.

## Palmarès
- Copa FPF: 2008